# Mennessis
Mennessis ist eine französische Gemeinde mit 407 Einwohnern (Stand: 1. Januar 2022) im Département Aisne in der Region Hauts-de-France. Sie gehört zum Arrondissement Laon, zum Kanton Tergnier und zum Gemeindeverband Chauny-Tergnier-La Fère.

## Geografie
Die Gemeinde Mennessis liegt am Canal de Saint-Quentin mit zwei Schleusen, zehn Kilometer nordöstlich von Chauny. Die Hauptstraße in der Gemeinde verläuft auf einer alten Heerstraße des Systems Chaussée Brunehaut. Nachbargemeinden von Mennessis sind Remigny im Nordosten, Liez im Osten, Tergnier im Süden, Frières-Faillouël im Westen sowie Jussy im Nordwesten.

## Bevölkerungsentwicklung
| Jahr                       | 1962 | 1968 | 1975 | 1982 | 1990 | 1999 | 2006 | 2013 | 2022 |
| Einwohner                  | 361  | 403  | 344  | 381  | 372  | 346  | 386  | 424  | 407  |
| Quellen: Cassini und INSEE |      |      |      |      |      |      |      |      |      |

## Sehenswürdigkeiten
- Kirche Saint-Jean-Baptiste
- Wasserturm

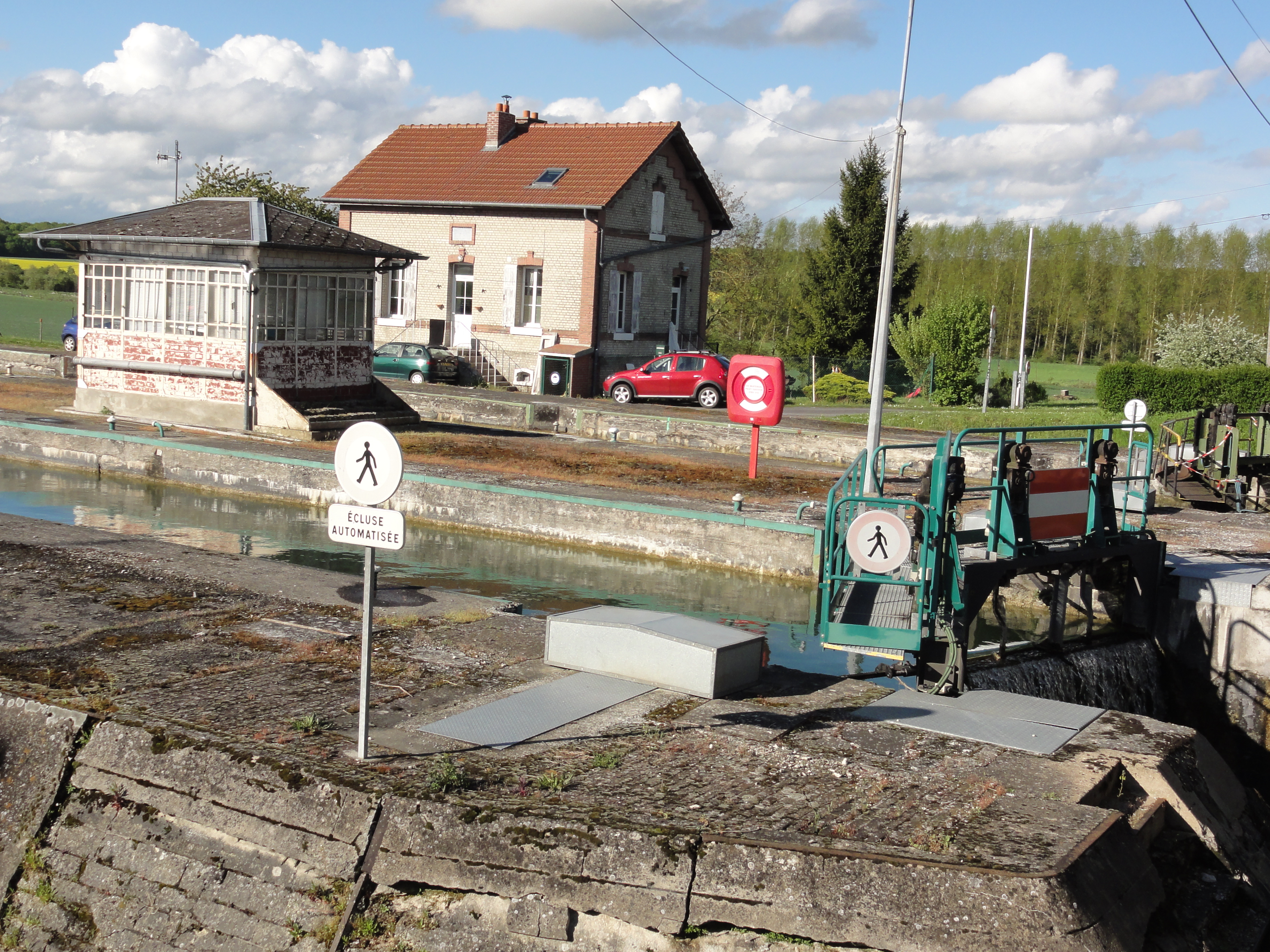
Schleuse am Canal de Saint-Quentin
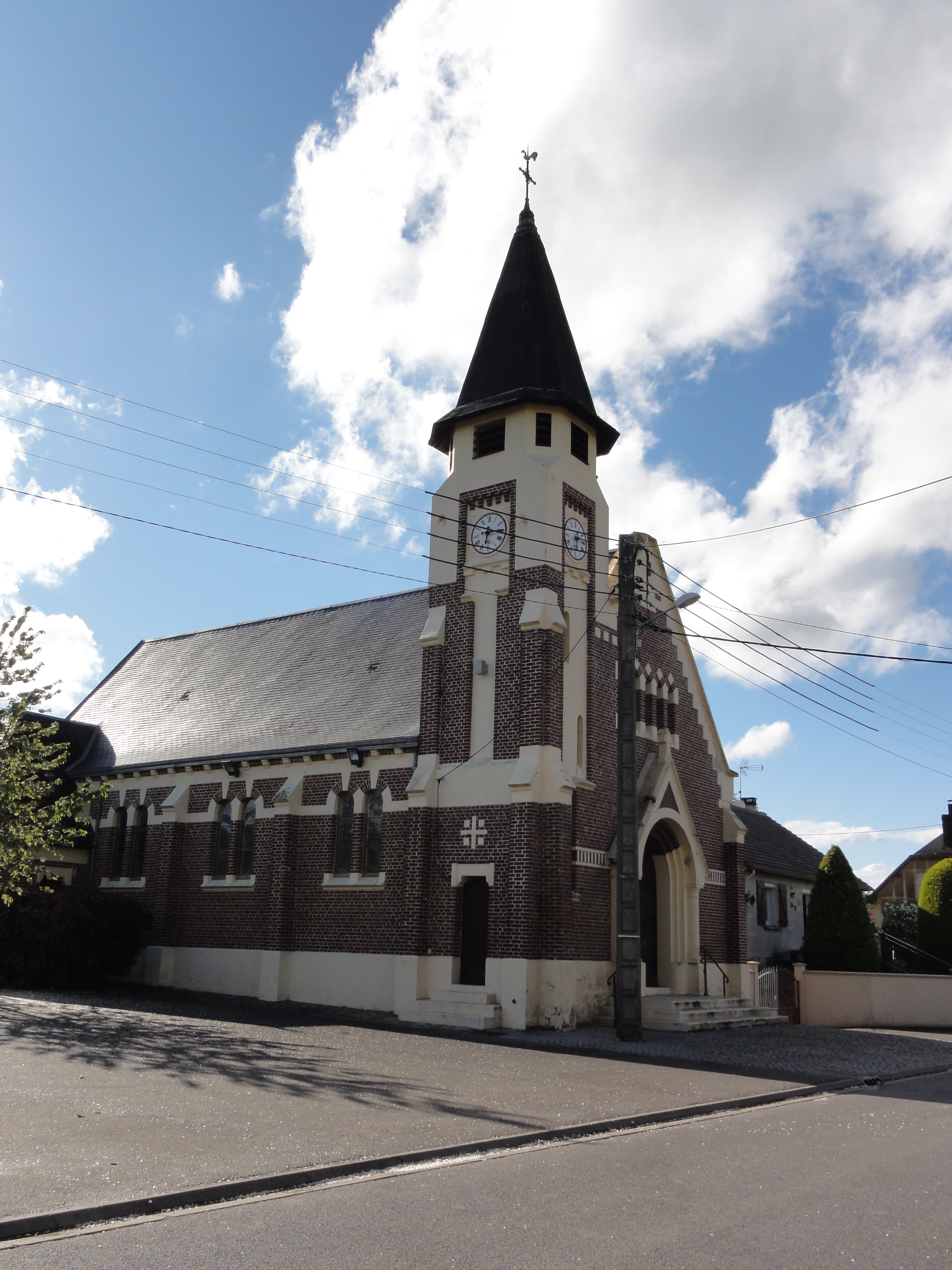
Kirche Saint-Jean-Baptiste
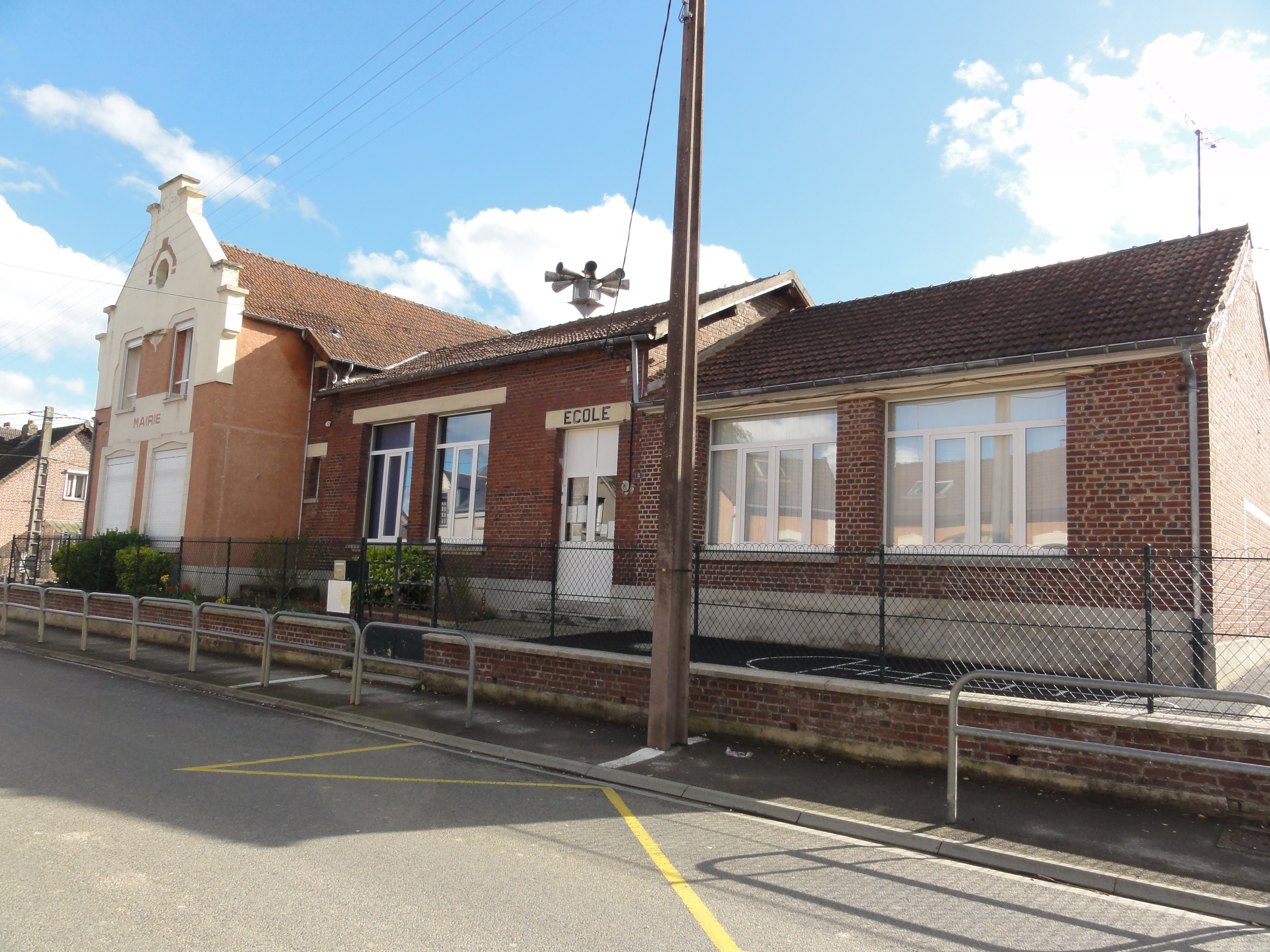
Schule und ehemalige Mairie
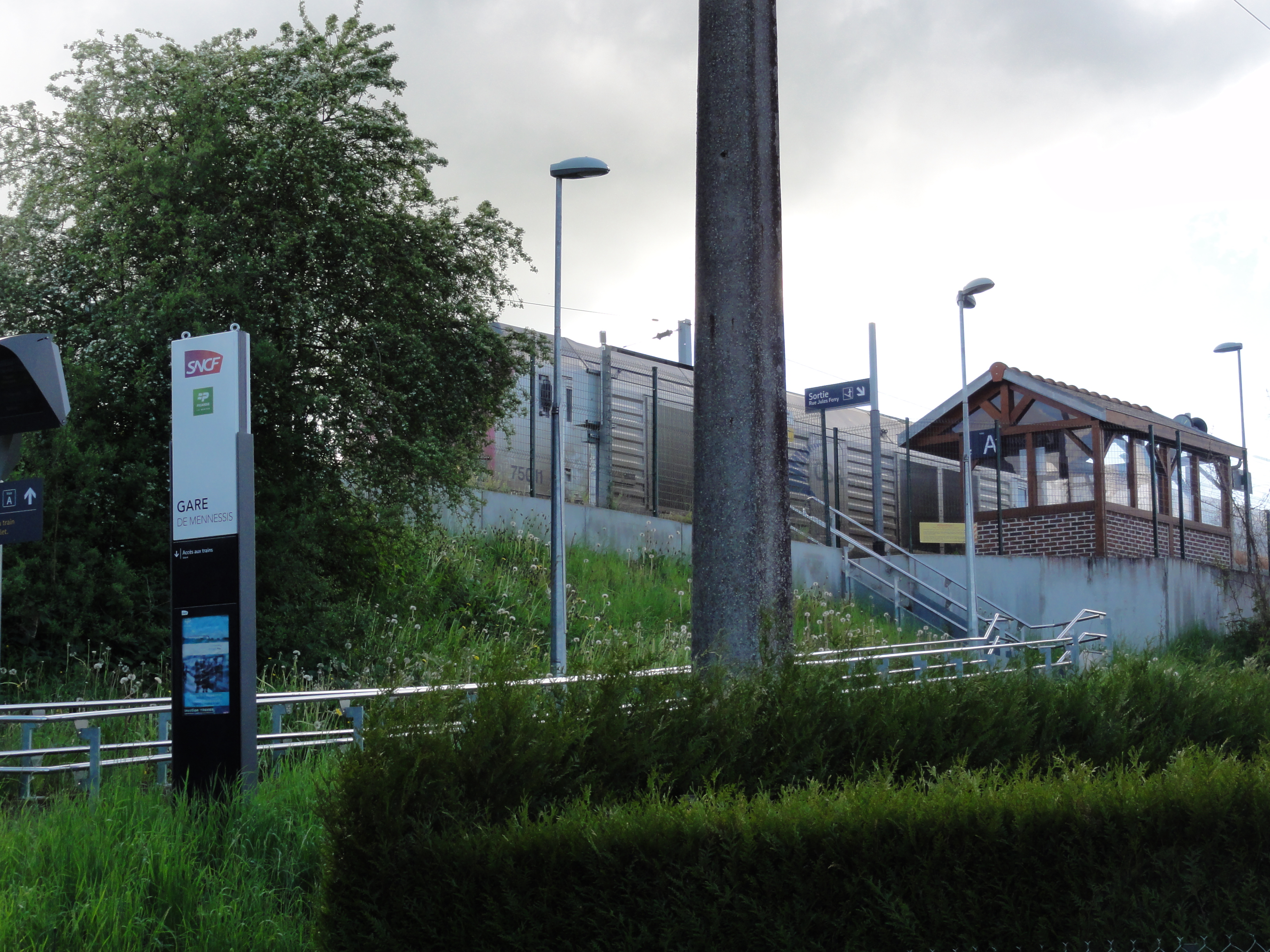
Bahnhof